# Nuclear Blues
Nuclear Blues – jedenasty i ostatni album studyjny zespołu Blood, Sweat & Tears, wydany w 1980 roku nakładem MCA/LAX Records.

## Album

### Historia i muzyka
Nuclear Blues został nagrany z nowymi, kanadyjskimi muzykami, a jedynym łącznikiem z którymkolwiek z poprzednich albumów był wokalista David Clayton-Thomas. jego zespół początkowo nosił nazwę Canada, ale później muzyk zmienił nazwę, by zwiększyć sprzedaż Nuclear Blues. Muzycznie album waha się pomiędzy popem, soulem a jazz-rockiem, słyszalnym w takich utworach jak: „Agitato” i suita „Spanish Wine” (z radykalnie przearanżowanym coverem „Manic Depression” Jimiego Hendrixa). 

### Lista utworów
Lista i informacje według Discogs:
Side One
| 1. | Agitato (B. Cassidy)                      | 5:53  |
|    |                                           |       |
| 2. | Nuclear Blues (D. Clayton-Thomas)         | 4:23  |
|    |                                           |       |
| 3. | Manic Depression (Jimi Hendrix)           | 4:19  |
|    |                                           |       |
| 4. | I'll Drown In My Own Tears (Henry Glover) | 7:21  |
|    |                                           |       |
|    |                                           | 21:56 |
|    |                                           |       |
Side Two
| 1. | Fantasy Stage (D. Clayton-Thomas–R. Piltch) | 5:42  |
|    | |       |
| 2. | (Suite) Spanish Wine a) (Introduction) La Cantina (R. Piltch) 2:15 b) (Theme) Spanish Wine (B. Cassidy) 1:04 c) Latin Fire 2:21 d) The Challenge 2:28 e) The Duel 2:10 f) Amor (B. Cassidy–D. Piltch–V. Dorge–B. Economou–R. Martinez–E. Seymour) 3:17 g) (Reprise) Spanish Wine (B. Cassidy) 2:10 | 15:45 |
|    | |       |
|    | | 21:27 |
|    | |       |

### Muzycy

#### Zespół
- David Clayton-Thomas – główny wokal
- Robert Piltch – gitara elektryczna, gitara klasyczna
- Bruce Cassidy – trąbka, skrzydłówka, trąbka (Steiner Electric)
- Richard Martinez – fortepian, organy Hammonda, pianino Fendera, klawinet, syntezatory (syntezator Mooga, Prophet Polysynthesizers)
- Bobby Economou – perkusja
- Earl Seymour – saksofon barytonowy, saksofon tenorowy, flet
- David Piltch – gitara basowa
- Vernon Dorge – saksofon altowy, saksofon sopranowy, flet

### Produkcja
- Jerry Goldstein – produkcja
- Chris Huston – nagrywanie, remiks
- Wally Traugott – mastering
- David Street – zdjęcia
- Robert Tolone – ilustracje

## Odbiór

### Opinie krytyków
| Recenzje                          | Recenzje |
| Publikacja                        | Ocena    |
| --------------------------------- | -------- |
| AllMusic                          | [ 4 ]    |
| Prog Archives                     | [ 2 ]    |
| The New Rolling Stone Album Guide | [ 5 ]    |

Według redakcyjnego komentarza AllMusic do najjaśniejszych punktów albumu należą: utwór tytułowy , w którym Clayton-Thomas „daje upust swojej paranoi na temat Three Mile Island”” oraz „beznamiętny”, cover bluesowego standardu „I'll Drown In My Own Tears””.
Easy Livin z Prog Archives twierdzi, że „ jest to prawdopodobnie najbardziej progresywny, a na pewno najbardziej jazzowo funkowy (o ile jest to uzasadnione wyrażenie!) album wydany pod szyldem zespołu. W tym przypadku jednak termin progresywny niekoniecznie jest synonimem „dobrego”. W szczegółowej analizie poszczególnych otworów autor podkreśla wkład Davisa Claytona-Thomasa, słyszany w takich utworach jak „Manic Depression” i „I'll Drown In My Own Tears”. Suitę „Spanish Wine” określił jako „zbyt pobłażliwą i stanowiącą smutny koniec niegdyś świetnego zespołu”. Podsumowując zauważył, że wprawdzie „Nuclear Blues ma pewne zalety, nie jest to jednak ta sama forma, co poprzednie albumy zespołu”
.